# The Magnificent Matador
The Magnificent Matador is een Amerikaanse dramafilm uit 1955 onder regie van Budd Boetticher.

## Verhaal
De oudere stierenvechter Luis Santos denkt na over zijn beroep. Hij neemt intussen Rafael Reyes onder zijn hoede en hij wordt nagejaagd door de verliefde Karen Harrison.

## Rolverdeling
| Acteur            | Personage        |
| ----------------- | ---------------- |
| Maureen O'Hara    | Karen Harrison   |
| Anthony Quinn     | Luis Santos      |
| Manuel Rojas      | Rafael Reyes     |
| Richard Denning   | Mark Russell     |
| Thomas Gomez      | Don David        |
| Lola Albright     | Mona Wilton      |
| William Ching     | Jody Wilton      |
| Eduardo Noriega   | Miguel           |
| Lorraine Chanel   | Sarita Sebastian |
| Anthony Caruso    | Emiliano         |
| Jesus Solorzano   | Zichzelf         |
| Joaquín Rodríguez | Zichzelf         |
| Rafael Rodríguez  | Zichzelf         |
| Antonio Velasquez | Zichzelf         |
| Jorge Aguilar     | Zichzelf         |